# پوینت لوک‌آوت (نیویورک)
پوینت لوک‌آوت (به انگلیسی: Point Lookout) یک منطقهٔ مسکونی در ایالات متحده آمریکا است که در شهرستان نساو، نیویورک واقع شده‌است. پوینت لوک‌آوت ۰٫۵ کیلومتر مربع مساحت و ۱٬۲۱۹ نفر جمعیت دارد و ۱ متر بالاتر از سطح دریا واقع شده‌است.